# Fernando Giudicelli
Fernando Giudicelli, más conocido como Fernando (1 de marzo de 1906-28 de diciembre de 1968), fue un futbolista brasileño.
Fue mediocampista, y jugó para la Selección de fútbol de Brasil en la Copa Mundial de 1930 y jugó en clubes de Brasil, Italia, Suiza, Francia, Portugal y España. De ascendencia italiana, vistió las camisetas del América Football Club, Fluminense Football Club, Torino Football Club, FC Girondins de Burdeos, Sporting Clube de Portugal y el Real Madrid Club de Fútbol. También actuó como agente de jugadores e instigó una serie de movimientos de jugadores de Sudamérica a Europa. Era conocido por la gorra de marinero que llevaba cuando jugaba.

## Carrera
El centrocampista de origen italiano comenzó su carrera en 1924 con el America FC en el norte de Río de Janeiro y en julio de 1927 se trasladó al sur, al Fluminense FC, donde jugó 90 partidos en el equipo de combate hasta junio de 1931.
Debutó en el Mundial de 1930 en el primer partido del torneo con la selección brasileña, donde perdió por 2-1 ante Yugoslavia. También participó en el segundo partido, en el que Brasil se impuso por 4-0 a Bolivia, pero fue eliminado del torneo. El partido contra Yugoslavia en Río de Janeiro en agosto, en el que Brasil se impuso por 4-1, fue su último partido internacional. La federación yugoslava no lo convirtió en una organización internacional oficial.

## Clubes como jugador
- America Football Club  (RJ)
- Fluminense Football Club
- Torino Football Club
- FC Young Fellows Zürich
- FC Girondins de Burdeos
- America Football Club  (RJ)
- Sporting Clube de Portugal
- Real Madrid Club de Fútbol
- FC Antibes

- Datos: Q928133